# Distretto di Nita
Il distretto di Nita (仁多郡, Nita-gun?) è uno dei distretti della prefettura di Shimane, in Giappone.
Attualmente fa parte del distretto solo il comune di Okuizumo.
| Controllo di autorità | VIAF (EN) 253811026 · NDL (EN, JA) 00295627 |